# Enicospilus toxopeus
Enicospilus toxopeus là một loài tò vò trong họ Ichneumonidae.